# Și hoții revin acasă de Crăciun!
Și hoții revin acasă de Crăciun! (titlu original: Christmas Caper) este un film de Crăciun american din 2007 regizat de David Winkler. Rolurile principale au fost interpretate de actorii Shannen Doherty,  Conrad Coates,  Ty Olsson, Sonya Salomaa și Stefanie von Pfetten. A fost prezentat în cadrul blocului de programe ABC Family 25 Days of Christmas.

## Prezentare
O hoață se retrage în orașul ei natal pentru Crăciun. Poate spiritul Crăciunului, combinat cu un stagiu de babysitting pentru nepoata și nepotul ei, să o scape de obiceiurile ei rele?

## Distribuție
- Shannen Doherty … Kate Dove
- Ty Olsson … Sheriff Hank Harrison
- Conrad Coates … Clive Henry
- Stefanie von Pfetten … Holly Barnes
- Sonya Salomaa … Savannah Cooper
- David Lewis … Brian Cooper
- Michael P. Northey … Duffy Abramowitz
- Josh Hayden … Parker Cooper
- Natasha Calis … Annie Cooper
- Donna White … Mrs. Bradley
- Jano Frandsen … Hamish Thurgood
- Jase-Anthony Griffith … Deputy Gary
- Val Cole … News Anchor
- Dax Belanger … Thurgood Guard
- Dee Jay Jackson … Cabbie
- Christina Jastrzembska … Verda
- Tara Wilson … Café Waitress
- Deni DeLory … Bug Buy Female Shopper
- Igor Morozov … Russian Fence
- Dalias Blake … Happy Hotel Guy
- Reg Tupper … Principal Grimes
- Lossen Chambers … Gossipy Neighbor
- Iris Paluly … Second Neighbor
- Tyronne L'Hirondelle … Jolly Guy
- Rob deLeeuw … Tourist
- Jason McKinnon … Thurgood Monitor Guy
- Troy Adamson … Mall Bench Guy (nem)